# 大胡氏
大胡氏（おおごし）は、鎌倉時代から室町時代にかけて上野国赤城山南麓で勢力を持った武士の一族。上州八家の一つ。藤原秀郷の子孫で、藤姓足利氏（源姓の足利氏とは別系統）の庶流にあたる。足利成行の庶子重俊が大胡太郎を称したのに始まる。

## 歴史
平安時代から上野国大胡城を拠点として、一族が城のある大胡郷（現在の前橋市大胡地域、及び利根川支流の広瀬川・桃木川以東の前橋市部）を治めていた藤原姓足利氏の一族である。ただし居城とした大胡城とは、現在の大胡城址近戸曲輪で、館は城址西方の養林寺と推定される。
家紋は「関東幕注文」に陣幕紋として「かたはミに千鳥すこそ」がみえる。また子孫と伝える牛込氏の家紋は「洲浜」である。
系譜上での初代は足利成行の庶子・重俊。「尊卑分脈」には彼とその子・成家のみ記載される。

### 御家人として活動
文献上に大胡氏が初出するのは『平治物語』で、平治の乱に大胡氏が参加しているのが見える。治承・寿永の乱では源氏方で参加したとみられ、『平家物語』には、治承4年（1180年）の源頼朝軍に集った関東各地の武将のなかに大胡太郎があり、文治元年（1185年）源範頼の九州征伐に従軍するなかに大胡三郎実秀が記載される。鎌倉幕府のもとでは御家人として活動した。『吾妻鏡』『義経記』等で将軍随兵などとして登場している。『吾妻鏡』初出は建久元年（1190年）11月7日条の大胡太郎。その後『吾妻鏡』では、暦仁元年（1238年）の大胡左衛門次郎・大胡弥四郎、寛元4年（1246年）の大胡五郎光秀、正嘉2年（1258年）の大胡太郎跡・大胡掃部助太郎といった名が見えている。

### 浄土宗への信仰
大胡氏は浄土宗を篤く信仰した。『法然上人行状絵図』によると、大胡小四郎隆義は京都滞在中に法然と知り合い、大胡に帰った後も浄土宗に深く帰依し、また子の太郎実秀も浄土宗に帰依したという。隆義・実秀親子は手紙で法然へ質問を行っており、法然からの返答が「大胡消息」として存在する。これは浄土宗の基本文献でもある。また金沢文庫所蔵の「念仏往生伝」第46によると、大胡小四郎秀村は念仏修行を篤く行い、正元元年（1259年）死去の5年前に仏が夢に現れたと伝えている。

### 南北朝時代の没落と別系統の大胡氏
観応元年（1350年）には大胡氏は山上氏とともに足利尊氏方の大嶋義政の下で足利直義側の桃井直常らと笠懸野で戦って敗れるなど室町期も上野で活動していた。鹿島文書には、貞治4年（1365年）大胡掃部助秀能が大胡上総入道跡が領した常陸国の土地を鹿島神宮へ寄進した記録が残る。1373年には大胡秀重が長楽寺へ田畑を寄進している。
その後、「上総入道跡」は新田氏に与えられており、元弘の乱で鎌倉幕府方についた大胡氏は所領を没収され没落したとも指摘される。『群馬県新百科事典』は惣領・大胡上総入道跡が南北朝期に滅亡し大胡氏は一族が跡を継いだとしている。
文明元年（1469年）、川越城で太田資清が宗祇・心敬などのを招き主催した連歌会（河越千句）には、大胡氏と伝わる「修茂」が出席している。川越城出入りの武士とみられるが、彼の経歴は不詳である。
また大胡城は横瀬国繁によって攻略されたと伝わり、益田氏が城主となったという。『藤原姓益田氏系図略記』（太田市の個人所蔵）では、藤原秀郷9代孫の益田政義から始まり、さらに6代後の行綱が大胡城を築城したという。次の行茂は嘉吉元年（1441年）討死し、享徳年間には大胡城3代目の修茂が那波氏の攻撃を防ぐも、修茂の子・茂政のとき那波氏の攻勢に負け新田へ逃れたと伝えている。
のちに大胡郷は厩橋城によった長野氏の勢力下に入り、大胡氏はこの地を追われた。または長野氏一族が大胡氏を継承したともいう。ただし藤原姓の大胡氏一族は残っていたらしく、上杉輝虎（謙信）に従う上州の諸将が記載された永禄4年（1561年）の「関東幕注文」に大胡氏がみえる。
一族の上泉氏は、大胡城支城の上泉城を支配して大胡城を保持し続けたが、上泉信綱のとき後北条氏の攻勢で大胡城を失った。
上杉謙信が大胡周辺を支配した時期、大胡常陸介高繁という名も史料にみられるが、彼は毛利姓であるなどの理由から、大胡重俊の家系とは異なり厩橋城主・北条高広の一族と考えられている。
また、一族の大胡重行が後北条氏の北条氏康の招きを受け、大胡城から武蔵国牛込に移った。永禄2年（1559年）の「小田原衆所領役帳」に、大胡民部が江戸牛込・比々谷本郷などを所領とするため、永禄年間には既に牛込にいたとされる。同地に赤城神社（現在は移転）を創建したと伝わる。牛込に移った大胡一族は勝行のとき牛込氏を称している。

### 牛込氏
武蔵に移った牛込氏（大胡重行の子孫）は後北条氏の配下となった。牛込氏は故郷にあった赤城神社を勧請し、牛込の地に赤城神社を創建している。勝行の子・勝重の代に小田原征伐に遭い、のち徳川氏に仕えて旗本となった。牛込俊重は徳川忠長に配されその処罰後一時的に他家預かりの身になっている。赦免後、俊重は500石の旗本となったが、次の勝正のとき無嗣断絶で改易された。勝正の弟・重恭は分家し、300俵のち500石を知行、その子・重義のとき1100石となり、この系統が幕末まで続いた。
牛込氏は大胡成家からの系譜を『寛政譜』などで伝えているが、鎌倉時代など中世にみえる大胡一族の名とは全く異なるため、『大胡町誌』では、牛込氏の伝えていた先祖を尊卑分脈の系譜（大胡重俊－成家まで）に繋げただけではないかとしている。
なお、東京都新宿区の曹洞宗宗参寺に牛込氏の墓所がある。

### 異系図
『粕川村誌』によると、深津村（現・前橋市粕川町深津）に大胡氏系図が伝わっており、他とは異なる記述がある。成家の弟に友成があり、村の小字に名を残すという。また成家の長男・太郎の後は無く、次男の彦次郎俊光の子孫が跡を継いだとされる。俊光の子は宮内少輔光兼、その子には太郎光俊・次郎光重・左馬允光房・十郎兵衛光久があり、光重の子に孫太郎光成・盛宗・光長・光秀があった。光成は新田義貞の鎌倉攻めに参加したと伝える。光成の子は太郎光澄と範順があり、光澄は新田義宗に従い四国で戦死したとする。そして光澄の子・彦太郎は鎌倉公方足利氏満から所領を安堵されたと伝える。また左馬允光房の子には兵庫助光能があって、常陸国に住んだという。